# Fred Péveri
 (mars 2009).
Si vous disposez d'ouvrages ou d'articles de référence ou si vous connaissez des sites web de qualité traitant du thème abordé ici, merci de compléter l'article en donnant les références utiles à sa vérifiabilité et en les liant à la section « Notes et références ».
Fred Péveri est un concepteur lumière. C'est l'un des plus appréciés dans le monde du spectacle français[réf. souhaitée] : Michel Sardou, Jean-Jacques Goldman, Mylène Farmer, Yannick Noah ou Johnny Hallyday l'utilisent pour la plupart de leurs tournées.
Derniers concerts en date : Avant que l'ombre, Mylène Farmer à Bercy (2006) ou Michel Sardou au Palais des Sports (2005). On peut facilement reconnaitre son style dans tous ces concerts. Il utilise en général des projecteurs de type wash au faisceau très visible et très mobile.
Fred a commencé dans le milieu du son avant d'être embauché comme technicien poursuiteur lors d'une tournée où le concepteur lumière Jacques Rouveyrollis avait besoin d'un poursuiteur supplémentaire.
Il continue dans la lumière toujours à la poursuite puis plus tard il devient un des assistants fidèles de Rouveyrollis.
Il a notamment participé aux concerts de Barbara à Pantin au côté de Jacques Rouveyrollis et d'Abdel Touil.